# Два племића из Вероне
Два племића из Вероне је комедија Вилијама Шекспира, за коју се верује да је написана између 1589. и 1593. године. Неки је сматрају првом Шекспировом драмом, и често се сматра да показује његове прве пробне кораке у постављању неких тема и мотива којима ће се касније детаљније бавити; на пример, то је прва његова драма у којој се јунакиња облачи у мушко одело. Представа се бави темама пријатељства и неверства, сукоба пријатељства и љубави и глупог понашања заљубљених. Врхунац представе неки сматрају Лаунса, кловновског слугу Протеуса, и његовог пса Краба, коме је приписана „највећа не-говорна улога у канону“.
Два племића се често сматра једним од најслабијих Шекспирових комада. Има најмањи именовани глумачки састав од свих Шекспирових комада.

## Ликови
Верона:
- Валентин – племић
- Протеус – Валентинов најбољи пријатељ
- Јулија – Протеусова девојка
- Лаунс – Протеусов слуга
- Спид – Валентинов слуга
- Антонио – Протеусов отац
- Пантино – Антонијев слуга
- Луцета – Јулијина слушкиња
- Краб – Лаунсов пас

Милано:
- Војвода – Силвијин отац
- Силвија - Валентинова вољена
- Турио – будаласти Силвијин удварач
- Сир Егламур – Силвијин удварач

Шума:
- Домаћин – крчмар који помаже Јулији
- Одметници – протерани мушкарци пореклом из Милана

## Радња
Валентин, џентлмен из Вероне, спрема се да крене у Милано, у пратњи свог слуге Спида, како би проширио видике, на двору војводе од Милана. Он се нада да ће његов најбољи пријатељ, Протеус, доћи, али Протеус није вољан да напусти своју љубав, Јулију. Разочаран, Валентин одлази сам.
Протеусов отац је, међутим, убеђен да и Протеус треба да настави своје племићко образовање, и он наређује свом сину да већ следећег дана крене у Милано, што је изазвало уплакани опроштај од Јулије, којој се Протеус заклиње на вечну љубав. Пар размењује прстење и завете. Протеус креће у пратњи свог слуге, Лаунса, и Лаунсовог пса, Краба.
У Милану, Валентин се заљуби у војводину ћерку, Силвију, која очигледно више воли овог удварача него богатог, али шашавог Турија за кога њен отац намерава да је уда. Чим Протеус стигне, и он се заљубљује у Силвију. Одлучан да је освоји, и само накратко болан због издаје и свог пријатеља и своје љубљене, Протеус лукаво говори војводи да Валентин планира да побегне са Силвијом, користећи мердевине са ужетом да је спасе из собе у кули у којој је затворена сваке ноћи. Војвода протерује Валентина. Лутајући шумом, Валентин наилази на групу одметника, који га бирају за свог вођу.
У Верони, Јулија одлучује да се придружи свом љубавнику у Милану и убеђује своју слушкињу Луцету да је обуче у дечачку одећу. По доласку у Милано, Јулија открива Протеусову љубав према Силвији и гледа како јој пева серенаде. Да би сазнала више, она покушава да постане његов паж, називајући себе Себастијан. Протеус шаље Јулију/Себастијана Силвији са поклоном - прстеном који му је Јулија дала пре него што је напустио Верону. Силвија презире Протеусову наклоност, одбијена његовом непостојаношћу према љубавници коју је оставио.
У очају, Силвија бежи у шуму, где је брзо заробљавају одметници. Одлазе до свог новог вође, Валентина, на путу сусрећући Протеуса и Јулију/Себастијана. Протеус спасава Силвију, али покушава да је силује и киднапује али Валентин интервенише.
Протеус тврди да је ужаснут сопственим понашањем. Уверен да је Протеусово покајање искрено, Валентин му опрашта и каже „Све што је било моје у Силвији дајем ти“. У овом тренутку, скрхана, Јулија пада у несвест, откривајући свој прави идентитет. Протеус се изненада сети своје љубави према њој и још једном се заклиње у верност.
Војводу и Турија доводе одметници. Турио сматра Силвију својом, али Валентин упозорава да ће га убити ако крене ка њој. Ужаснут, Турио се одриче својих захтева. Војвода, згрожен Туријевим кукавичлуком и импресиониран Валентиновим поступцима, одобрава љубав Валентина и Силвије и пристаје на њихов брак. Два пара, Валентин и Силвија, и Протеус и Јулија, срећно су уједињени. Војвода помилује одметнике и дозвољава њихов повратак у Милано.

## Датум настанка и текст

### Датум
Тачан датум настанка „Два племића из Вероне“ није познат, али се генерално верује да је то било једно од најранијих Шекспирових дела. Први доказ о његовом постојању налази се у списку Шекспирових драма у Palladis Tamia Френсиса Мереса, објављеном 1598. године, али се сматра да је написан почетком 1590-их. Наводе се 1592/1593; 1590–1593; 1590–1591; крај 1580-их; 1590–1592; 1587 или 1590/1591.
Тврдило се да су Два племића можда била прво Шекспирово дело за сцену. У то време, доминантна теорија је била да је трилогија Хенрија VI била прво Шекспирово дело. У скорије време, комад је први пут постављен у Оксфордском Шекспиру: Комплетна дела 1986, поново у 2. издању 2005, и поново у новом оксфордском Шекспировом издању 2016, у Нортон Шекспиру из 1997, и поново у 2. издању из 2008. и у The Complete Pelican Shakespeare из 2002.
Велики део теорије да је ово можда прва Шекспирова драма је квалитет самог дела. Пишући 1968. године, Норман Сандерс је тврдио да се „сви слажу око незрелости драме“. Аргумент је да представа одаје недостатак практичног позоришног искуства са Шекспирове стране, и као такво, мора да је настало изузетно рано у његовој каријери. Такође је сугерисано да је поступање са завршном сценом уопште, у којој верни љубавник наизглед нуди своју вољену у знак опроштаја човеку који је управо покушао да је силује, знак Шекспирове незрелости као драматурга.
У свом издању драме из 2008. за Оксфордског Шекспира, Роџер Ворен тврди да је драма најстарије преживело дело Шекспирове књижевности, сугеришући да је композиција настала негде између 1587. и 1591. године. Он претпоставља да је комад можда написан пре него што је Шекспир дошао у Лондон, са идејом да се у улози Лаунса употреби чувени комични глумац Ричард Тарлтон (ова теорија произилази из чињенице да је Тарлтон извео неколико изузетно популарних и познатих сцена са псима). Међутим, Тарлтон је умро у септембру 1588. Ворен бележи неколико пасуса у Два племића који изгледа да су позајмљени из Миде Џона Лајлија, који је написан тек крајем 1589. Тако да Ворен признаје да је 1590/1591 највероватније тачан датум састављања.

### Текст
Комад је штампан тек 1623. године, када се појавио у Првом фолију Шекспирових драма.

## Критика и анализа

### Критичка историја
Можда је питање о коме се највише критички расправља у комаду секвенца, бизарна по савременим западним стандардима, у којој се чини да Валентин "даје" Силвију Протеусу у знак његовог пријатељства. Дуги низ година, општи критички консензус по овом питању био је да је инцидент открио инхерентну мизогинију у тексту. На пример, Хилари Спурлинг је 1970. написала: „Валентин је толико савладан Протеусовим извињењем да одмах нуди да своју вољену преда човеку који је, ни три минута пре тога, намеравао да је силује.“ Савремене науке су, међутим, много подељеније око Валентинових поступака на крају драме, а неки критичари тврде да он уопште не нуди да Силвију да Протеусу. Двосмисленост лежи у стиху „Све што је било моје у Силвији дајем ти“. Неки критичари (као што је Стенли Велс, на пример) тумаче ово као да Валентин заиста предаје Силвију њеном потенцијалном силоватељу, али друга школа мишљења сугерише да Валентин једноставно значи „Волећу те (Протеусе) са онолико љубави колико волим Силвију“, помирујући на тај начин дихотомију пријатељства и љубави која је приказана на другим местима у представи. Тако то свакако види Џефри Мастен, на пример, тврдећи да представа у целини „не открива супротност мушког пријатељства и Петрарканске љубави, већ њихову међузависност“. Као таква, последња сцена „приређује крајњу сарадњу између мушког пријатељства и инкорпорације заплета који бисмо назвали „хетеросексуалним““.
Тако такође и Роџер Ворен тумачи последњу сцену. Ворен наводи бројне продукције драме као доказ за овај аргумент, укључујући продукцију Royal Shakespeare Company из 1970. године, где Валентин љуби Силвију, даје своју понуду, а затим љуби Протеуса. Ворен такође помиње продукцију Шекспировог фестивала у Стратфорду из 1984. године Леона Рубина (где је контроверзни текст измењен у „Сву своју љубав Силвији такође дајем теби“), и адаптацију Шекспира телевизије Би-Би-Си из 1983. која подржава теорију да Валентин не даје Силвију, већ једноставно обећава да ће волети Протеуса колико и он Силвију. Пети С. Дерик такође тумачи продукцију Би-Би-Сија на овај начин, тврдећи да „Протеус понуду јасно доживљава као племенити гест пријатељства, а не стварну понуду, јер он чак и не гледа према Силвији, већ пада у загрљај са Валентином“.
Међутим, постоје и друге теорије у вези са овом завршном сценом. На пример, у свом издању драме из 1990. за Royal Shakespeare Company (Нови Кембриџ Шекспир), Курт Шлутер сугерише да Валентин заиста предаје Силвију Протеусу, али публика не би требало да то схвати буквално; инцидент је фарсичан и треба га тако тумачити. Као таква, у Шлутеровој теорији, Валентин даје Силвију свом потенцијалном силоватељу, али то је учињено искључиво ради комичног ефекта.
Још једну теорију износи Вилијам К. Керол у свом издању из 2004. за Арден Шекспир, трећу серију. Керол тврди, као и Шлутер, да Валентин заиста даје Силвију Протеусу, али за разлику од Шлутера, Керол не открива никакав осећај фарсе. Уместо тога, он ту акцију види као савршено логичну у смислу појмова пријатељства који су преовладавали у то време.

### Језик
Језик је од примарног значаја у представи утолико што Валентин и Протеус говоре тзв. празним стихом, али Лаунс и Спид говоре (већим делом) у прози. Тачније, стварни садржај многих говора служи да илуструје помпезност Валентиново и Протеусовог узвишеног погледа, као и реалистичније и практичније гледиште слуга. Ово чисто материјалистичко резоновање, како је откривено у облику језика, у оштрој је супротности са духовнијом и идеализованијом љубављу коју је Валентин заговарао раније у сцени.

### Теме
Једна од доминантних теорија о вредности Два племића је да тематски представља својеврсни „пробни рад“, у коме се Шекспир укратко бави темама које ће детаљније испитати у каснијим делима. Е.К. Чејмберс је, на пример, веровао да представа представља нешто од почетка Шекспирових великих тематских разматрања. 
Као такав, примарни интерес драме за критичаре је имао тенденцију да лежи у односу на оно што открива о Шекспировој концепцији одређених тема пре него што је постао остварени драмски писац каснијих година. Пишући 1879. године, А.К. Свинберн, на пример, наводи „ово је прва зора тог вишег и нежнијег хумора који никада није био дат у таквом савршенству ниједном човеку као на крају Шекспиру“. Слично, 1906. Ворвик Р. Бонд пише „Шекспир први пут отвара вену коју је касније тако богато користио – вену укрштене љубави, бекства и изгнанства под пратњом великодушних осећања; прерушених хероина и претрпљених патњи и врлине изложене под њиховом маском и Провиђење, љубазније од живота, које поништава грешке и опрашта грех." У скорије време, Стенли Велс је представу описао као „драмску лабораторију у којој је Шекспир прво експериментисао са конвенцијама романтичне комедије коју ће касније третирати са суптилнијом сложеношћу, али она има свој шарм“.

## Извођења
Нема записа о извођењу ове комедије током Шекспировог живота, иако због његовог укључивања у Palladis Tamia Френсиса Мереса, знамо да је представа дефинитивно изведена до 1598. Најранији познати наступ био је у Друри Лејну 1762. Међутим, ова продукција је била верзија драме коју је прерадио Бенџамин Виктор. Најраније познато извођење правог Шекспировог текста било је у Ковент Гардену 1784. године, рекламирано као „Шекспирово са изменама“. Иако је представа требало да траје неколико недеља, затворена је после прве вечери.
Од средине осамнаестог века, чак и ако се поставља Шекспиров оригинал (за разлику од Викторове прераде), било је уобичајено избацивати редове у последњој сцени у којој се чини да Валентин нуди Силвију Протеусу. Ова пракса је преовладавала све док Вилијам Мекриди није поново увео ове текстове 1841. у продукцији у Друри Лејну, иако су оне још увек биле уклоњене чак 1952. у продукцији Дениса Керија у позоришту у Бристолу. Значајне представе из деветнаестог века укључују представу Чарлса Кина из 1848. у позоришту Хајмаркет, представу Семјуела Фелпса из 1857. и продукције Вилијама Пола из 1892. и 1896. године.
Током двадесетог века, комад је спорадично настајао на енглеском говорном подручју, иако се показао популарнијим у Европи. Било је само неколико значајних продукција на енглеском језику. 
Можда најистакнутија продукција 20. века била је продукција Питера Хола из 1960. године у Краљевском Шекспировом позоришту. Хол је тек недавно именован за уметничког директора Краљевског Шекспировог позоришта и, помало неочекивано, изабрао је Два племића као своју инаугуралну продукцију, најављену као уводну представу у преиспитивању развоја Шекспирове комедије.
Једина филмска адаптација драме је Yī jiǎn méi (познатија по енглеском наслову A Spray of Plum Blossoms), неми филм из Кине из 1931. године, о двојици војних кадета који су пријатељи од детињства. 
Два племића су такође представљена у Заљубљеном Шекспиру (1998). На почетку филма, краљица Елизабета (Џуди Денч) присуствује продукцији Два племића, веома уживајући.